# Rhytidops floridensis
Rhytidops floridensis is een vliegensoort uit de familie van de Ropalomeridae. De wetenschappelijke naam van de soort is voor het eerst geldig gepubliceerd in 1932 door Aldrich.